# Diego Ramírez de Ávalos de la Piscina
Diego Ramírez de Ávalos de la Piscina (1495-1566-67), también citado como Ávalos de la Piscina, Ramírez Dávalos, Dávalos de la Piscina o el licenciado Ávalos, fue un médico y cronista español de la primera mitad del siglo xvi.

## Biografía
Nació hacia 1495, siendo hijo de Juan Ramírez de Peciña, y falleció en 1566 o 1567. Fue vecino de San Vicente de la Sonsierra (La Rioja), entonces denominado San Vicente de la Sonsierra de Navarra por haber sido una de las «buenas villas» del reino de Navarra hasta 1461. También vivió en Nájera, Logroño y Viana.
Fue diputado en las Cortes de Navarra en 1526 y allí prometió escribir una historia del reino de Navarra. En 1530, finalizó una Historia Cantabrica o Emunctorium Cronicarum, recopilación en latín de datos de crónicas y documentos anteriores, cuya difusión quedó confidencial. Luego completó su obra y la tradujo al castellano bajo el nombre de Crónica de los Muy Excelentes Reyes de Navarra, dedicada en 1534 al emperador Carlos I de España. Esta crónica tuvo una larga difusión, como consta por el importante número de ejemplares conservados. También se posee de él un Catálogo de los Reyes de Navarra, hecho por mandado del rey Don Philipe II.

## Crónica de los Muy Excelentes Reyes de Navarra
La Crónica de los Muy Excelentes Reyes de Navarra es la última de la historiografía navarra. Copia, transcribe o completa obras anteriores, como la crónica del príncipe de Viana (1454), las crónicas de Castilla, la crónica del Cid Ruy Díaz, san Antonino de Florencia y otras. Las incoherencias entre estas fuentes condujeron a muchos errores de cronología en el texto. También recoge historias y leyendas locales, así como testimonios del fin del reino de Navarra a principios del siglo XVI.
En esta crónica se da por primera vez el apodo «el Malo» al rey Carlos II de Navarra, como consecuencia, según su autor, de su gestión del reino, pero también alberga cierto resentimiento  ya que Diego Ramírez estimaba que sus antepasados habían sido maltratados por dicho rey. Dicho apodo fue recogido y transmitido por otros historiadores como Esteban de Garibay y, a través suya, rápidamente adoptado por la historiografía francesa en una época donde las relaciones internacionales francoespañolas atravesaban por momentos críticos.
En esta crónica aparece también por primera vez la leyenda de Teodosio de Goñi, que mató por error a sus padres tras haber sido engañado por el diablo disfrazado de ermitaño.

### Ediciones
Diego Ramírez de Ávalos de la Piscina fue muy conocido en los círculos eruditos en los siglos xvi  y xvii, elogiado por Nicolás Antonio en su Bibliotheca Hispana Nova.
- 1935: La crónica fue publicada por Francisco Escalada Rodríguez, parcialmente en 1935, sin apenas un estudio crítico y marcado por su interés en la genealogía de San Francisco Javier como afirma el mismo autor.[17]
- 2020: Hasta el momento la única edición íntegra, con un amplio estudio crítico, la ha realizado Bruno Ramírez de Palacios en Le Chesnay-Rocquencourt, 2020, con la Editorial Le Hallebarde.[18][19]

Algunas partes de su texto fueron copiadas más o menos fielmente en obras de otros historiadores, como Esteban de Garibay y José de Moret.

## Obras
- Crónica de los Muy Excelentes reyes de Navarra (1534).
- Emunctorium Cronicarum a Jacopo Remirio Piscinino Abalino, también llamada Historia Cantabrica (1530), recopilación en latín de datos de obras anteriores, utilizada para escribir su crónica en 1534.
- Catálogo de los Reyes de Navarra.